# Le Mesnil-Vigot
Le Mesnil-Vigot  là một xã thuộc tỉnh Manche trong vùng Normandie tây bắc nước Pháp. Xã này nằm ở khu vực có độ cao trung bình 17 mét trên mực nước biển.